# 白石高司
白石 高司（しらいし たかし、1960年（昭和35年）1月15日 - ）は、日本の政治家。福島県田村市長（2期）。元田村市議会議員（1期）。

## 来歴
福島県田村郡生まれ。福島県立田村高等学校、上武大学商学部卒業。
卒業後、家業の白石モータース代表取締役を務める。田村青年会議所理事長、日本青年会議所福島ブロック会長を歴任。
2018年、田村市議会議員選挙に出馬し、トップ当選。
2021年4月11日に行われた田村市長選挙に立候補し、現職の本田仁一を破り初当選。4月17日、市長就任。
※当日有権者数：30,773人 最終投票率：71.37%（前回比：pts）
| 候補者名 | 年齢 | 所属党派 | 新旧別 | 得票数   | 得票率 | 推薦・支持 |
| -------- | ---- | -------- | ------ | -------- | ------ | ---------- |
| 白石高司 | 61   | 無所属   | 新     | 11,442票 | 53.23% |            |
| 本田仁一 | 58   | 無所属   | 現     | 10,052票 | 46.77% |            |

2025年、無投票で再選。